# Gullegem Koerse 2010
De 62e editie van de Belgische wielerwedstrijd Gullegem Koerse werd verreden op 1 juni 2010. De start en finish vonden plaats in Gullegem. De winnaar was Wouter Weylandt, gevolgd door Greg Van Avermaet en Arnoud van Groen.

## Uitslag
| Gullegem Koerse 2010 |                     |                                 |          |
| Plaats               | Naam                | Ploeg                           | Tijd     |
| Winnaar              | Wouter Weylandt     | Quick Step-Innergetic           | 3u42'46" |
| 2                    | Greg Van Avermaet   | Omega Pharma-Lotto              | z.t.     |
| 3                    | Arnoud van Groen    | Vacansoleil-Batavus             | z.t.     |
| 4                    | Jurgen François     | Palmans-Cras                    | z.t.     |
| 5                    | Frédéric Amorison   | Landbouwkrediet-Credit Agricole | 10"      |
| 6                    | Léon van Bon        | Marco Polo                      | 22"      |
| 7                    | Gorik Gardeyn       | Vacansoleil-Batavus             | 37"      |
| 8                    | Maxim Debusschere   | Post-Grant Thornton-M.Donnelly  | z.t.     |
| 9                    | Michael Van Staeyen | Topsport Vlaanderen-Mercator    | z.t.     |
| 10                   | Philippe Gilbert    | Omega Pharma-Lotto              | z.t.     |

1942 · 1943 · 1944 · 1945 · 1946 · 1947 · 1948 · 1949 · 1950 · 1951 · 1952 · 1953 · 1954 · 1955 · 1956 · 1957 · 1958 · 1959 · 1960 · 1961 · 1962 · 1963 · 1964 · 1965 · 1966 · 1967 · 1968 · 1969 · 1970 · 1971 · 1972 · 1973 · 1974 · 1975 · 1976 · 1977 · 1978 · 1979 · 1980 · 1981 · 1982 · 1983 · 1984 · 1985 · 1986 · 1987 · 1988 · 1989 · 1990 · 1991 · 1992 · 1993 · 1994 · 1995 · 1996 · 1997 · 1998 · 1999 · 2000 · 2001 · 2002 · 2003 · 2004 · 2005 · 2006 · 2007 · 2008 · 2009 · 2010 · 2011 · 2012 · 2013 · 2014 · 2015 · 2016 · 2017 · 2018 · 2019 · 2020 · 2021 · 2022 · 2023 · 2024